# Lomax (virksomhed)
Lomax er en dansk kontorforsyningvirksomhed etableret i 1962 af Niels Aage Risgaard. Hovedkvarteret ligger i Frederikssund, hvor størstedelen af de 120 ansatte holder til. 
I 2009 opkøbte Lomax konkurrenten Sapa og udvidede i den forbindelse forretningen med kontor på Fyn.